# Генрих фон Плауэн
Генрих фон Плауэн Старший (1370 — 28 декабря 1429) — 27-й Великий магистр Тевтонского ордена (ноябрь 1410 — октябрь 1413; официально отрекся 7 января 1414), комтур городов Нассау (1402—1407) и Свеце (1407—1410), управляющий-попечитель замка Лохштедт (1429).

## Происхождение и прибытие на службу

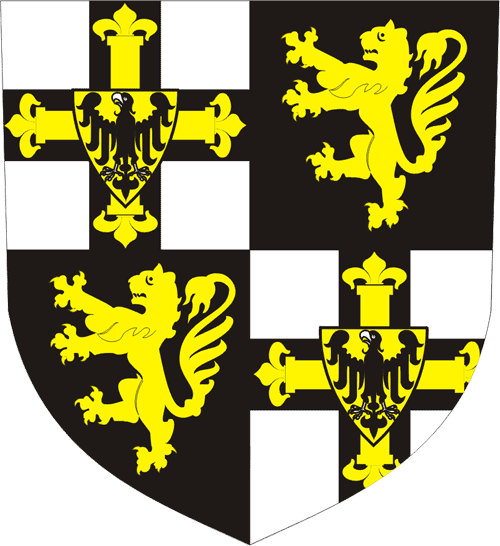
Герб великого магистра Генриха фон Плауэна

Генрих фон Плауэн происходил из плауэнской ветви рода Рейсс, которую основал Генрих I фон Плауэн в XII веке. Фогты из города Плауэн часто принимали участие в крестовых походах и приходили на помощь Тевтонскому ордену.
Родился в 1370 году в Фогтланде (между Тюрингией и Саксонией).  В 1390 году переехал в Пруссию в качестве гостя Тевтонского ордена, но уже в следующем году надел белый орденский плащ, став полноправным рыцарем. До конца 1390-х годов не занимал никаких должностей в Ордене. В 1397 году Генрих фон Плауэн был назначен адъютантом (компаном) комтура в Данциге, а в 1399 году получил должность данцигского хаузкомтура (ответственного за связи с местной властью). Полученный в эти годы опыт сказался впоследствии на отношении великого магистра фон Плауэна к Данцигу.
В 1402 году Генрих фон Плауэн был назначен комтуром Нассау (современный польский город Нешава), где провёл 5 лет (1402—1407), после чего великий магистр Ульрих фон Юнгинген назначил его комтуром Свеце. Здесь у него не было никаких головокружительных успехов, речь о его дальнейшем продвижении по службе не шла.
В 1409 году обострились отношения на границе Ордена и Великого княжества Литовского. Орден желал отобрать у Литвы земли Жемайтию (Самогитию), но столь агрессивная политика тевтонцев настроила против них Королевство Польское. Магистр фон Юнгинген пытался уладить ситуацию и разбить польско-литовский союз, но его действия не увенчались успехом. Оставался лишь один выход из ситуации — 6 августа 1409 года Тевтонский орден объявил Польше и Литве войну.

## Великая война 1409—1411
В августе обе стороны начали военный сбор, но конфликт быстро стих, и уже осенью 1409 года установилось перемирие. Но ни одну из сторон не устраивала ничья в этой войне, и зимой 1409 года началась подготовка к новым военным действиям.
24 июня 1410 года истёк срок перемирия. Немцы начали сбор своих войск, ожидая подкрепления из Европы, от Сигизмунда Люксембургского. Местом сбора рыцарей Ульрих фон Юнгинген назначил Свеце, резиденцию комтура Генриха фон Плауэна. Свеце занимал очень удобное место на юго-западе орденских земель: здесь было проще ждать атаки великопольских отрядов, сюда было проще подойти союзникам из Венгрии и наемникам из Померании и Силезии.
15 июля 1410 года между Грюнвальдом и Танненбергом состоялась знаменитая Грюнвальдская битва, в ходе которой объединённое польско-литовское войско под командованием Ягайло и Витовта сумело нанести сокрушительное поражение тевтонцам. В сражении пала почти вся высшая знать ордена: 11 комтуров, 205 братьев-рыцарей и сам великий магистр фон Юнгинген. Часть союзников ордена предала тевтонцев. Уцелевшие члены ордена думали о грядущем поражении.
Фон Плауэн в битве не участвовал, но сразу после нее во главе отряда из 3 тысяч человек направился из Свеце в Мариенбург (Мальборк), столицу Тевтонского ордена, где принял командование обороной. При этом неизвестно, было ли это выполнением некоего предсмертного распоряжения магистра Ульриха фон Юнгингена или частной инициативой фон Плауэна, решившего воспользоваться тем, что орден остался без руководства. Генрих оперативно начал готовить город к осаде, искать новые силы. 400 данцигских матросов («корабельных детей») на помощь фон Плауэну привёл его двоюродный брат. Способствовало укреплению города и необъяснимое промедление польско-литовских войск: основные силы подошли к Мариенбургу только 26 июля 1410 года, по пути приняв присягу от гарнизонов нескольких орденских городов, уверовавших в полный разгром тевтонских сил.
Польский король Ягайло был столь уверен в скорой победе, что даже не запрещал тевтонским рыцарям поддерживать контакты со своими союзниками. Этим Генрих фон Плауэн также эффективно воспользовался: новые наёмники для Тевтонского ордена набирались в Германии, Венгрии, Чехии. После истечения срока перемирия с Литвой в поддержку тевтонцев направило отряд Ливонское ландмейстерство. Тем временем польско-литовские войска оказались не готовы к долгой осаде, так как были уверены, что тевтонская столица падёт очень быстро. У них заканчивались провизия и боеприпасы, вспыхнула дизентерия, наёмники требовали выплаты жалования, а многие польские дворяне спешили в свои поместья на сбор урожая. Сильным ударом по позициям союзников стал уход войск литовского князя Витовта, двоюродного брата Ягайло, рассорившегося с поляками.
19 сентября 1410 года Ягайло был вынужден снять осаду. Таким образом магистр фон Плауэн не допустил взятия Мариенбурга и полного разгрома ордена. Эта победа стала первой крупной его победой. К концу октября 1410 года войска фон Плауэна вернули отнятые поляками орденские города.
После этих успехов Генрих фон Плауэн сперва был провозглашен «спасителем Тевтонского ордена», а 9 ноября 1410 года генеральный капитул в Мариенбурге избрал его великим магистром. Важнейшей целью нового магистра стало спасение Тевтонского государства от разгрома и его дальнейшее возрождение.

## Во главе ордена
1 февраля 1411 года в городе Торунь был заключен Первый Торуньский мир. Магистр фон Плауэн сумел добиться от Польши возврата прусских земель, но потерял Жемайтию, отошедшую в пожизненное пользование Витовту. Также тевтонцы были вынуждены заплатить 100 тысяч копеек богемскими (чешскими) грошами. Эта контрибуция потрясла и без того ослабленную экономику Тевтонского ордена. Сумма была большая, и доходы с орденских владений не смогли бы восполнить её. Плауэн возложил «денежное бремя» на братьев-рыцарей. Он приказал платить налог в пользу ордена золотом и серебром, что не могло не разозлить его подданных.

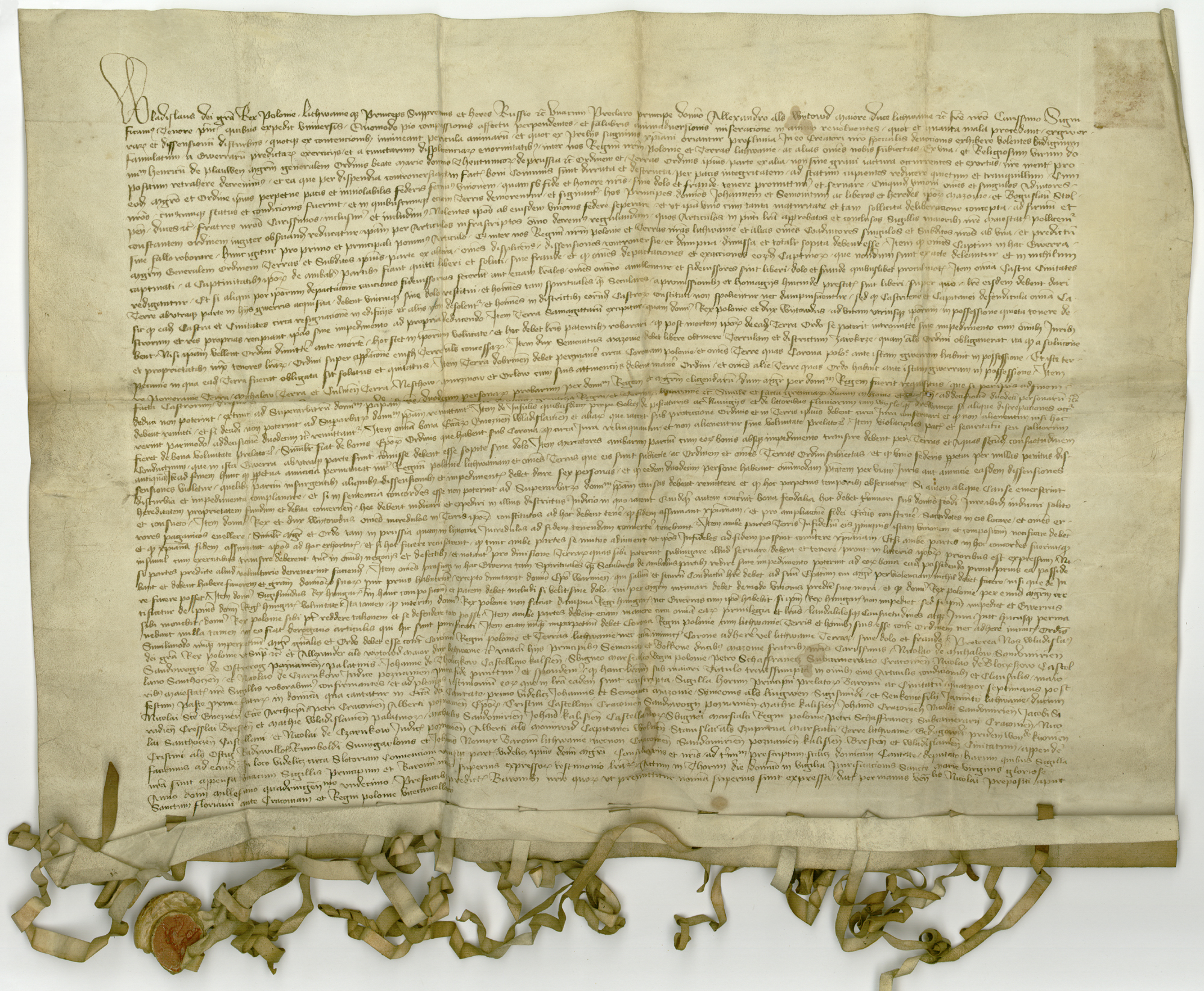
Торуньский договор 1411 года

22 февраля 1411 года в городе Остероде в Нижней Саксонии состоялся съезд, на котором присутствовали представители городской знати, духовенства и рыцаства. На этом съезде магистр убедил знать ввести особый налог, доходы от которого должны пополнить казну ордена. Налог был принят, что стало немаловажным фактором во внутренней политике магистра. Сам фон Плауэн не делал для себя исключения: он регулярно жертвовал в казну большие суммы.
Камнем преткновения во внутренней политике магистра стал Данциг – город, в котором в свое время началась его орденская карьера. Вольный город, входивший в Ганзейский союз, стремился обрести независимость. Фон Плауэн назначил комтуром этого города своего младшего брата Генриха (всех мужчин в роду фон Плауэн звали Генрихами), который 6 апреля 1411 года велел схватить данцигских бургомистров и казнить их. После этого в данцигские дела вмешался и сам магистр: он сменил почти весь состав городского совета Данцига, ввел в него цеховых мастеров и этим заставил город повиноваться. Положение ордена постепенно стало улучшаться. Генрих-младший стал доверенным лицом Генриха-старшего. Следом фон Плауэн подчинил город Реден (современный Радзынь-Хелминьски), где восстала местная знать во главе с комтуром. Реденцы объединились с членами так называемого «Союза ящерицы» Николауса фон Рениса, который во время Грюнвальдской битвы подал сигнал к бегству. Магистр вновь проявил решительность: члены «Союза» и сам Николаус фон Ренис были повешены, а комтур Редена Георг был приговорён капитулом к пожизненному заключению. После этого фон Плауэн понял, что против него может организоваться заговор из числа братьев-рыцарей и комтуров. Он начал выстраивать опору своей власти, полагаясь на города, неподвластные ордену, но хорошо к нему относившиеся.
Тем временем у фон Плауэна возникла проблема с выплатой контрибуции Польше и Литве по условиям Торуньского мира. Первые два платежа были отправлены в срок, а третий платеж магистр боялся не выплатить вовремя. В поисках выхода из ситуации фон Плауэн обратился к германскому королю Сигизмунду и попросил у него посредничества в вопросе о справедливости и законности Торуньского договора, надеясь признать этот договор недействительным. В марте 1412 стороны встретились в Бреслау, но там Сигизмунд вынес решение, что Торуньский мир был справедливым. При этом для помощи ордену он учредил специальную комиссию, которая должна была вести переговоры о снижении суммы контрибуции. Второй учрежденной Сигизмундом комиссии было поручено решить вопросах о границах между Пруссией и Жемайтией, а также опросить жителей, предоставив им выбор: остаться в Великом княжестве Литовском или стать подданными Тевтонского ордена. Неожиданно для многих в январе 1413 года фон Плауэн смог внести третий платеж вовремя.
На это повлияла поддержка, которую ему оказали германские и орденские города, на которые фон Плауэн опирался во внутренней политике. Осенью 1412 года Генрих фон Плауэн создал Совет Земель, членам которого, как гласит хроника, «надлежало быть посвященными в дела ордена и по совести помогать ему советом в управлении землями». Началось полноправное сотрудничество ордена и германских городов. Все больше полагаясь на города, фон Плауэн все сильнее отдалялся от орденских братьев. Даже ливонский ландмейстер Конрад фон Фитингхоф, видя складывающуюся ситуацию, призывал фон Плауэна: «будьте добры и приветливы, как прежде, дабы постоянно крепли меж нами согласие, любовь и дружба». Высшая орденская знать также перестала доверять великому магистру, особенно на фоне того, что фон Плауэн совершенно пренебрегал советами высокопоставленных рыцарей, ограничиваясь общением с бедной знатью и собственными доверенными людьми. Частыми стали ситуации, когда на совете у великого магистра присутствовали лишь его младший брат Генрих и некоторые представители бедной знати.
Весной 1413 года, несмотря на то, что имперская комиссия по решению орденско-литовских приграничных споров еще не завершила свою работу, Генрих фон Плауэн начал подготовку к новой войне с Польшей и Литвой, желая вернуть территории, утраченные в годы последней войны. Однако в мае того же года Бенедикт Макрай, венгерский дипломат на службе Священной Римской империи, возглавлявший комиссию по территориальным спорам, постановил, что земли на правом берегу Немана, включая Мемель, должны принадлежать Литве. Михаэль Кюхмайстер, маршал Тевтонского ордена, бывший представителем на суде по вопросам границ, согласился с принятым решением, за что получил выговор от великого магистра. Летом 1413 года начался сбор орденских войск в Померании, Мазовии и Великой Польше, которые были переданы под управление двум Генрихам фон Плауэнам: младшему и двоюродному братьям магистра. Маршалу Михаэлю Кюхмайстеру было приказано атаковать Великую Польшу.
Решения великого магистра заставили орденскую знать, давно готовившую заговор против него, действовать более решительно. Вскоре им представилась такая возможность – фон Плауэн заболел и вынужден был отправиться на лечение в Мариенбург, после чего орденские отряды один за другим стали отказываться подчиняться его приказу о наступлении на Польшу. Из-за неповиновения орденских рыцарей так и не началось наступление в Померании. Спустя 16 дней после начала военной кампании маршал Кюхмайстер вернулся назад вместе с войсками и возглавил заговор против великого магистра.
В октябре 1413 года больной магистр созвал генеральный капитул, на котором обвинил военачальников во главе с Кюхмайстером в измене, неповиновении и заговоре. Однако капитул к тому моменту уже не подчинялся фон Плауэну – в его состав не входили представители городов и бедной знати, а также доверенные советники, на которых опирался магистр. В результате созванный капитул обернулся против фон Плауэна. Тот сам был обвинен в деятельности против ордена, арестован и брошен в темницу, лишён печати и всех магистерских знаков. Брат Плауэна был также смещён со своей должности. Тем не менее, формально фон Плауэн не был отстранен от должности, хотя свои обязанности более не исполнял.
7 января 1414 года Генрих фон Плауэн официально отрёкся от титула великого магистра. Спустя 2 дня этот титул был передан Михаэлю Кюхмайстеру.

## Последние годы

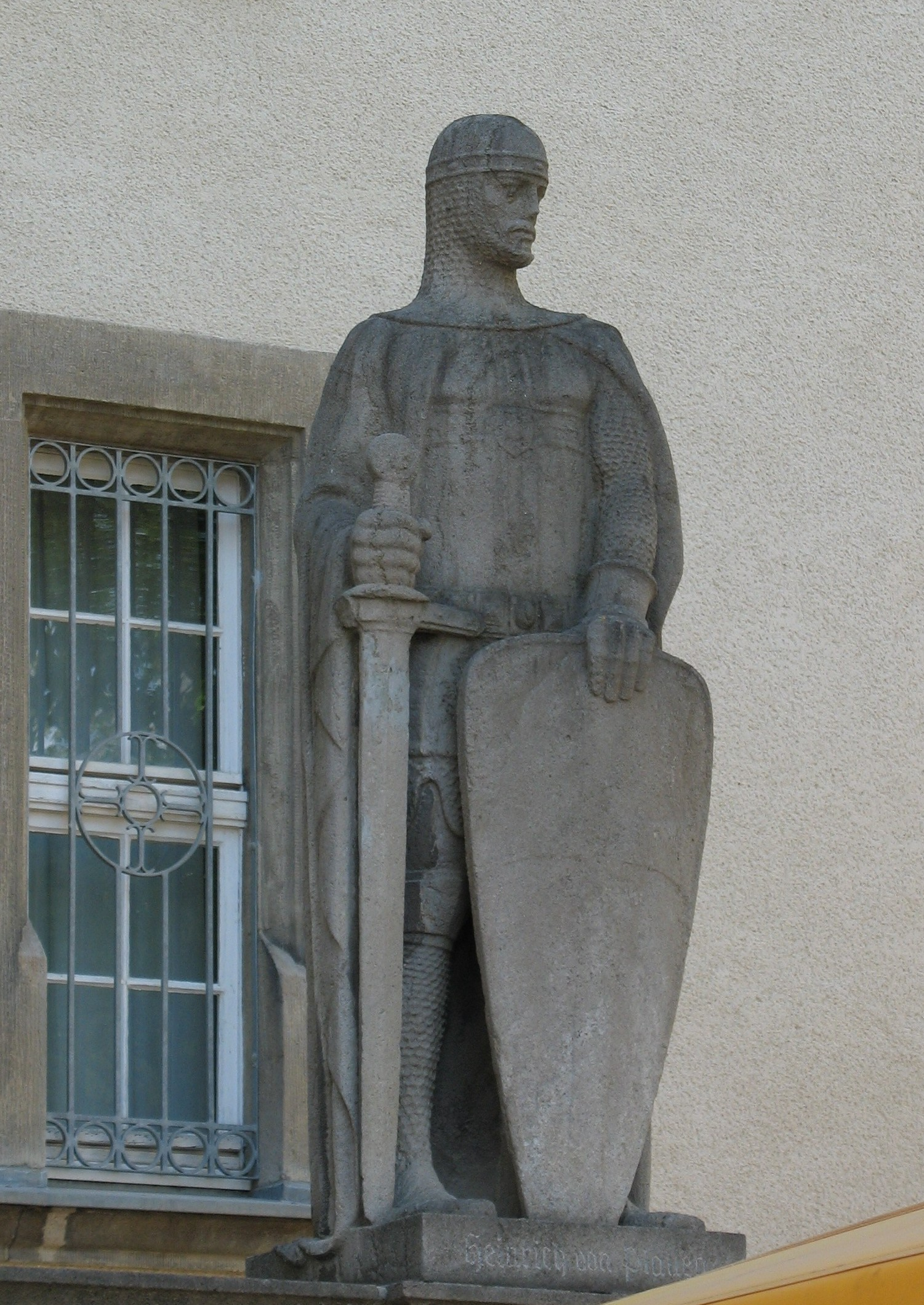
Статуя в Плауэне

С 1414 по 1421 год фон Плауэн находился в тюрьме в Данциге, а с 1421 по 1424 – в Бранденбурге, после чего был освобожден новым магистром ордена Паулем фон Русдорфом и отправлен в качестве рядового брата-рыцаря в замок Лохштедт. В 1429 году фон Русдорф, который не принимал участие в заговоре против фон Плауэна и не имел оснований его ненавидеть, назначил фон Плауэна на должность попечителя замка Лохштедт. В новой должности фон Плауэн обязался писать магистру письма о состоянии замка.
Новая должность стала последней в его жизни – сказывалась старая болезнь. 28 декабря 1429 года Генрих фон Плауэн умер. Его тело было погребено в Мариенбурге вместе с останками других великих магистров.
Дальним родственником Генриха фон Плауэна был Генрих Рейсс фон Плауэн (1400–1470), 32-й великий магистр Тевтонского ордена (1469-1470).

## Мнения о Генрихе фон Плауэне
Личность и политика Генриха вызывала различные точки зрения. Немецкий историк Генрих фон Трейчке писал, что «сила, единственный рычаг государственной жизни, ничего больше не значила для его рыцарей, а с падением Плауэна послужила и моральному поражению ордена».
По другой версии — Генрих предатель, он собирался заполучить орден с помощью поляков, а потом вместе с братьями пойти против Польши. В любом случае заслуги фон Плауэна по спасению Мариенбурга от поляков и прекращению войны 1409—1411 не скрыть. Он сумел возродить послевоенное положение ордена благодаря своей уверенной внутренней политике.